# Circle Limit III
Circle Limit III – drzeworyt holenderskiego artysty M.C. Eschera z 1959 roku. Jest to jeden z czterech drzeworytów artysty przedstawiających cechy geometrii hiperbolicznej, zilustrowane za pomocą uporządkowanej kolorystycznie ławicy ryb. Holenderski fizyk i matematyk Bruno Ernst określił go jako „najlepszy z czterech”.

## Inspiracja

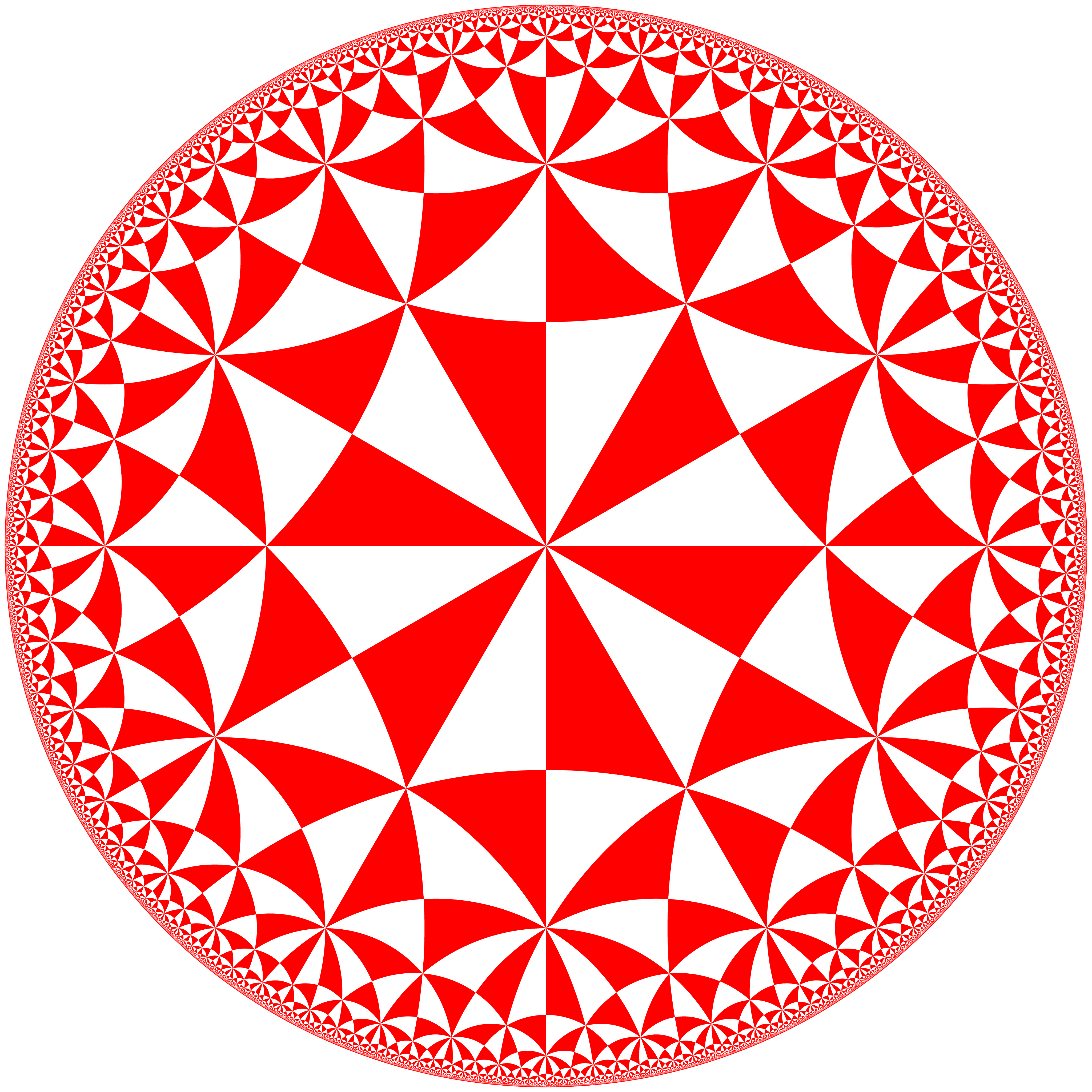
Trójkątny parkietaż hiperboliczny (6,4,2), który zainspirował Eschera

Escher zainteresował się parkietażem w 1936 po zwiedzeniu Alhambry w Grenadzie w andaluzyjskim regionie Hiszpanii . Już w 1937 stworzył Metamorphosis I, którym rozpoczął wprowadzanie mozaiki postaci ludzkich lub zwierzęcych w swych dziełach.
W 1958 Escher napisał list do H.S.M. Coxetera o tym, że ilustracja w jego artykule Crystal Symmetry and its Generalizations zainspirowała go do stworzenia serii Circle Limit. Ilustracja w artykule Coxetera przedstawia parkietaż płaszczyzny w geometrii hiperbolicznej z trójkątów prostokątnych o kątach 30°, 45° i 90°. Takie trójkąty nie istnieją w geometrii euklidesowej, jednak są możliwe w geometrii hiperbolicznej. Taki parkietaż można zinterpretować jako przedstawienie linii odbić i głównych domen z (6,4,2) grupy trójkątnej . Podstawową analizę ilustracji Coxetera, tak jak ją mógł rozumieć Escher, dokonał Casselman w 2010 .

## Geometria
Przypuszczalnie Escher wierzył, że białe krzywe na jego drzeworycie, które dzielą ryby na pół, przedstawiają proste hiperboliczne w modelu Poincarego płaszczyzny hiperbolicznej, w którym cała dwuwymiarowa przestrzeń jest umieszczona w kole na płaszczyźnie euklidesowej, a hiperboliczne proste są reprezentowane przez łuki prostopadłe do brzegu koła. Escher nawet opisał, że ruch ryb jest prostopadły do brzegu. Jednak Coxeter wykazał, że nie jest to układ linii, który wykreśla naprzemiennie kwadraty i trójkąty równoboczne w przestrzeni hiperbolicznej, lecz są to ekwidystanty stykające się z brzegiem koła pod kątem {\displaystyle \arccos {\tfrac {2^{1/4}-2^{-1/4}}{2}}}.
Punkty w środkach kwadratów, w których spotykają się cztery ryby płetwami, tworzą wierzchołek ośmiu trójkątów równobocznych. Natomiast środki tych trójkątów są określone przez punkty, w których spotykają się trzy płetwy ryb oraz punkty, w których przecinają się trzy białe linie. Całość tworzy ośmiokątne kafelki. Podobne parkietaże z liniami ryb mogą być konstruowane dla innych hiperbolicznych kafelków utworzonych przez wielokąty inne niż trójkąty i kwadraty, lub z więcej niż trzema krzyżującymi się białymi krzywymi .
Współrzędne euklidesowe okręgów zawierających trzy najbardziej widoczne białe krzywe w drzeworycie można otrzymać przez obliczenia w polu dwukwadratowym {\displaystyle Q({\sqrt {2}}+{\sqrt {3}})}.

## Symetria
Postrzegając wzór na płaszczyźnie hiperbolicznej ignorując kolory ryb, drzeworyt ma potrójną i poczwórną symetrię obrotową względem środków trójkątów i kwadratów wykreślonych przez białe linie. W zapisie orbifold ta grupa symetrii jest oznaczona jako 433.

## Druk
Ryby są przedstawione za pomocą czterech kolorów, dzięki czemu każdy potok ryb wzdłuż białej linii ma jeden kolor, a każda sąsiadująca ryba ma inny kolor. Kolorem czarnym zaznaczono rybi kontur. Drzeworyt ma w sumie pięć kolorów i jest drukowany z użyciem pięciu desek. Pełny wydruk wymagał czterokrotnego użycia każdej deski z odpowiednim kolorem. Średnica uzyskanego obrazu to 41,5 cm (16 5/16 in.).

## Wystawy
Drzeworyt jest częścią wystawy w muzeum Eschera w Hadze. Jego kopia jest również w zbiorach National Gallery of Canada.